# Riji

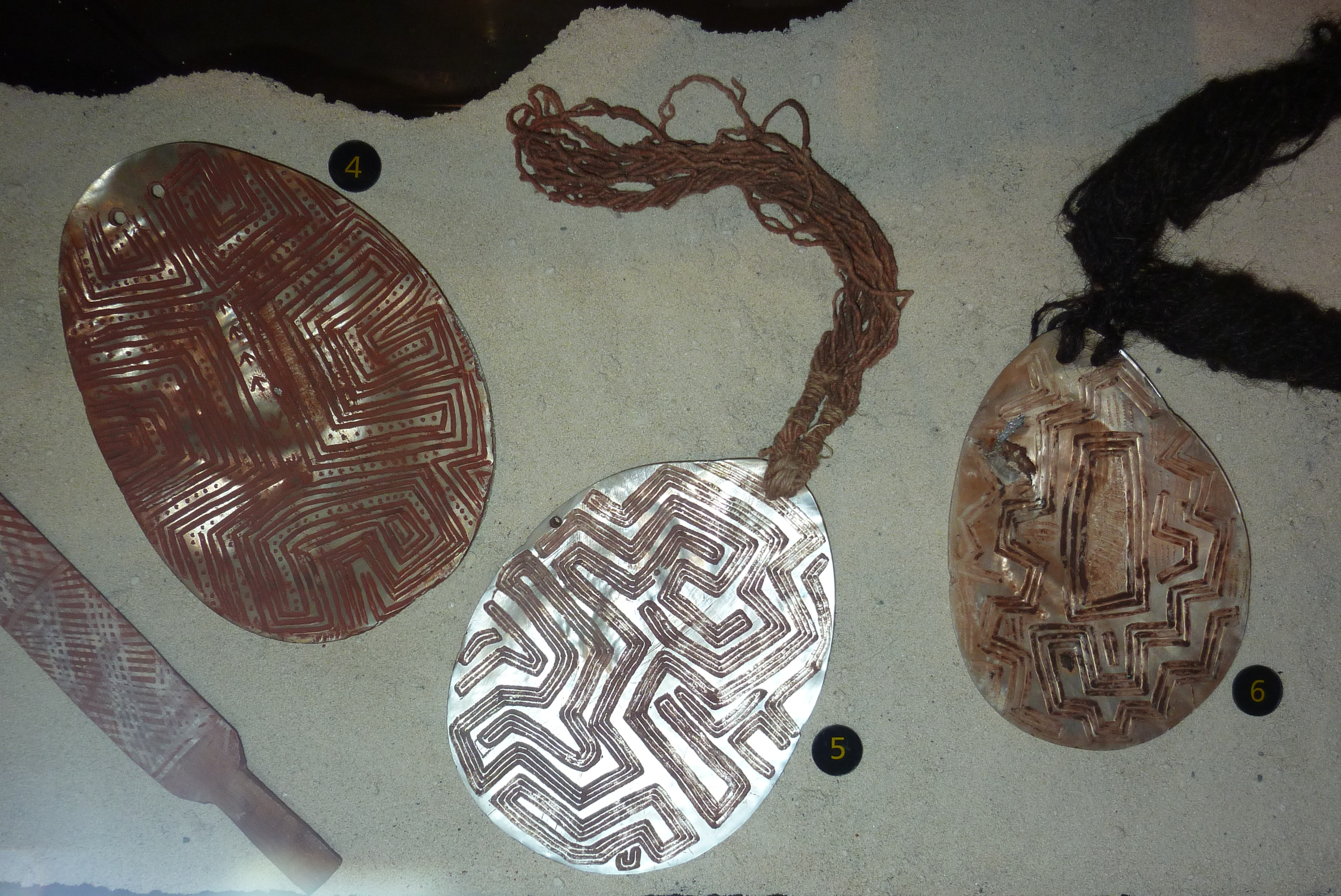
Rijis

Riji sind Perlmuttschalen, die traditionell von männlichen Aborigines im Nordwesten Australiens, in der Gegend des heutigen Broome getragen werden. Das Wort Riji kommt aus der Sprache der Bardi und wird manchmal auch jakuli genannt.

## Verwendung
Rijis werden zur Bedeckung der Scham ähnlich wie Ledenschurze getragen. Sie sind mit einem Band aus Fasern an einen Gürtel und mit einem Band um die Taille geschnürt. Traditionell konnten nur Männer, die auf der höchsten Stufe initiiert sind, das Riji tragen.
Häufig sind Rijis mit geheiligten Mustern beritzt, die entweder die Insignien des Stammes sind, Geschichten erzählen oder eine andere Bedeutung haben. Rijis werden wegen ihrer leuchtenden und schimmernden Oberfläche mit Wasser, spiritueller Kraft und Heilung assoziiert. Bardi vergleichen das Licht, das von den Schalen reflektiert, mit Blitzen der Regenzeit und mit Licht, das von den Wangen der Regenbogenschlange, die eng mit Wasser und Regen verbunden ist, reflektiert wird.
Eines der einzigartigen Muster, die in den Kimberleys genutzt wird, ist ein verschachteltes Muster. Die eingeritzten Muster werden mit einem Mix aus Ocker und Harz des Spinifexgrases in die Rillen gerieben und dadurch hervorgehoben. Dekorierte und blanke Perlmuttschalen werden für das Regenmachen und andere magische Zwecke eingesetzt.
Riji waren sehr wertvolle Objekte und wurden landeinwärts über große Strecken hinweg gehandelt. Sie wurden in Yuendumu in der Wüste, im südöstlichen Arnhem Land, Queensland und in South Australia gefunden. Oftmals wurden die Schalen entlang der Handelsroute dekoriert, also weit entfernt vom Ursprungsort.
Künstler produzieren auch heute noch Rijis, die in Broome zu sehen sind. Einige nutzen ältere, geheiligte Muster, während andere modernere Designs wählen.